# La joya del Nilo
La joya del Nilo (titulada originalmente en inglés The Jewel of the Nile) es una película estadounidense de 1985 y también la secuela de Romancing the Stone (1984). Protagonizada de nuevo por Michael Douglas, Kathleen Turner y Danny DeVito, el guion del filme fue escrito por los guionistas Mark Rosenthal y Lawrence Konner, y dirigida por Lewis Teague reemplazando a Robert Zemeckis, quien había sido el director de la primera entrega.
Inspirada en un renacido cine de aventuras que Raiders of the Lost Ark había revitalizado en 1981, tanto la primera parte como la segunda se convirtieron en grandes éxitos de taquilla, recordadas como películas insignia de los años 1980 y del cine de evasión.

## Sinopsis
Unos meses después de vender el Corazón (la esmeralda que había hecho el objeto principal del argumento en Romancing the Stone), los protagonistas de la saga realizan un viaje  por todo el mundo a bordo del nuevo yate de Jack (Michael Douglas). A pesar de lo idílico del viaje, Joan (Kathleen Turner) empieza a estar cansada de navegar y, además, no consigue concentrarse en la escritura de su nueva novela, la cual su editora le demanda regularmente.
Entonces, Joan recibe el encargo inesperado de escribir la biografía de un dictador árabe, Omar, y se lo toma como un reto personal en su carrera. Para realizar el encargo, tendrá que trasladarse a Kadir, lo que le separa de Jack. Ralph (Danny DeVito) reaparece, reclamando la parte del botín que le pertenece y obliga a Colton a ir en busca de Joan. Una vez en Kadir, el justo gobierno de Omar no era cómo la escritora creía y descubre un pueblo sometido y la leyenda de una joya robada, tras la cual acaban los protagonistas.

## Reparto
| Actor                | Personaje              | Notas                          |
| -------------------- | ---------------------- | ------------------------------ |
| Michael Douglas      | Jack Colton            |                                |
| Kathleen Turner      | Joan Wilder            |                                |
| Danny DeVito         | Ralph                  |                                |
| Spiros Focás         | Omar                   |                                |
| Avner Eisenberg      | Al-Julhara / "La joya" |                                |
| Paul David Magid     | Tarak                  |                                |
| Howard Jay Patterson | Barak                  |                                |
| Randall Edwin Nelson | Karak                  |                                |
| Samuel Ross Williams | Arak                   |                                |
| Timothy Daniel Furst | Sarak                  |                                |
| Hamid Fillali        | Rachid                 |                                |
| Daniel Peacock       |                        |                                |
| Holland Taylor       | Gloria                 |                                |
| Guy Cuevas           | Le Vasseur             |                                |
| Peter DePalma        | Misionero              | Acreditado como Peter De Palma |
| Mark Daly Richards   | Pirata                 |                                |

## Fechas de estreno
| País                                                                          | Fecha de estreno                |
| ----------------------------------------------------------------------------- | ------------------------------- |
| Alemania                                                                      | Jueves 13 de marzo de 1986      |
| Argentina                                                                     | Jueves 20 de marzo de 1986      |
| Australia                                                                     | Jueves 6 de marzo de 1986       |
| Austria                                                                       | Viernes 14 de marzo de 1986     |
| Bélgica                                                                       | Miércoles 19 de marzo de 1986   |
| Belice · Costa Rica · El Salvador · Guatemala · Honduras · Nicaragua · Panamá | Miércoles 7 de mayo de 1986     |
| Bolivia                                                                       | Jueves 12 de junio de 1986      |
| Brasil                                                                        | Jueves 20 de marzo de 1986      |
| Chile                                                                         | Jueves 27 de marzo de 1986      |
| Chipre                                                                        | Jueves 17 de abril de 1986      |
| Colombia                                                                      | Jueves 14 de agosto de 1986     |
| Dinamarca                                                                     | Viernes 4 de abril de 1986      |
| Egipto                                                                        | Lunes 27 de octubre de 1986     |
| España                                                                        | Viernes 21 de marzo de 1986     |
| Estados Unidos · Canadá                                                       | Viernes 13 de diciembre de 1985 |
| Filipinas                                                                     | Miércoles 9 de abril de 1986    |
| Finlandia                                                                     | Viernes 7 de abril de 1986      |
| Francia                                                                       | Miércoles 2 de abril de 1986    |

| País                | Fecha de estreno              |
| ------------------- | ----------------------------- |
| Grecia              | Jueves 17 de abril de 1986    |
| Hong Kong           | Jueves 22 de mayo de 1986     |
| India               | Viernes 16 de enero de 1987   |
| Israel              | Viernes 11 de abril de 1986   |
| Italia              | Jueves 13 de marzo de 1986    |
| Jamaica             | Miércoles 19 de marzo de 1986 |
| Japón               | Sábado 19 de abril de 1986    |
| Malasia             | Jueves 6 de marzo de 1986     |
| México              | Viernes 27 de junio de 1986   |
| Noruega             | Jueves 20 de marzo de 1986    |
| Nueva Zelanda       | Viernes 9 de mayo de 1986     |
| Países Bajos        | Jueves 24 de abril de 1986    |
| Perú                | Jueves 17 de julio de 1986    |
| Portugal            | Viernes 21 de marzo de 1986   |
| Puerto Rico         | Jueves 20 de marzo de 1986    |
| Reino Unido Irlanda | Viernes 2 de mayo de 1986     |
| Singapur            | Jueves 6 de febrero de 1986   |
| Sudáfrica           | Viernes 11 de abril de 1986   |
| Suecia              | Viernes 14 de marzo de 1986   |
| Suiza               | Miércoles 2 de abril de 1986  |
| Tailandia           | Sábado 26 de abril de 1986    |
| Taiwán              | Sábado 22 de marzo de 1986    |
| Uruguay             | Jueves 3 de julio de 1986     |
| Venezuela           | Miércoles 14 de mayo de 1986  |